# Ulrich Palm
Ulrich Palm (* 15. Juni 1969 in Waiblingen) ist ein deutscher Rechtswissenschaftler und Staatsrechtslehrer.

## Leben

### Werdegang
Ulrich Palm wurde als Sohn von Guntram Palm und Ute Dollmann geboren. Nach dem Abitur am Saliergymnasium Waiblingen absolvierte er von 1989 bis 1991 eine Banklehre mit der Zusatzausbildung zum Finanzassistenten bei der Deutschen Bank in Stuttgart. Seinen Zivildienst leistete er 1991/92 beim Deutschen Roten Kreuz. Von 1992 bis 1996 studierte er in Heidelberg Rechtswissenschaft und legte dort das erste Staatsexamen ab. In dieser Zeit war er Stipendiat der Konrad-Adenauer-Stiftung. Nach einem Promotionsstudium durchlief er 1998 bis 2000 das Rechtsreferendariat am Landgericht Baden-Baden, das er mit dem zweiten Staatsexamen abschloss. Im Jahr 1999 wurde er an der Universität Heidelberg zum Dr. iur. utr. promoviert (Dissertation: Preisstabilität in der Europäischen Wirtschafts- und Währungsunion).
Von 2000 bis 2003 war Ulrich Palm wissenschaftlicher Mitarbeiter am Institut für Finanz- und Steuerrecht der Universität Heidelberg bei Paul Kirchhof sowie Referent der Forschungsgruppe Bundessteuergesetzbuch. In der Zeit von 2003 bis 2005 war er wissenschaftlicher Mitarbeiter am Bundesverfassungsgericht im Dezernat von Udo di Fabio. Im Jahr 2005 kehrte er an das Institut für Finanz- und Steuerrecht der Universität Heidelberg als akademischer Rat a. Z. zurück, wo er sich im Jahr 2011 habilitierte (Habilitationsschrift: Person im Ertragsteuerrecht).
Im Wintersemester 2011/2012 hatte er an der Universität Münster eine Vertretungsprofessur für Öffentliches Recht und Steuerrecht inne. Einen Ruf dorthin lehnte er ab. Seit dem Sommersemester 2012 ist er ordentlicher Professor an der Universität Hohenheim und Inhaber des dortigen Lehrstuhls für Öffentliches Recht, Finanz- und Steuerrecht.

### Forschung
Seine Forschungsschwerpunkte liegen auf den Gebieten des Verfassungsrechts, des Finanz- und Steuerrechts, des Europarechts sowie des Währungsrechts. In seiner Habilitationsschrift hat er den Begriff der juristischen Person grundlegend aufgearbeitet.

### Familie
Ulrich Palm ist evangelisch und hat drei Töchter.
Als Vertreter der Familie Palm wirkt er im Stiftungsrat (Vorsitz) der Palm-Stiftung sowie im Kuratorium des Johann-Philipp-Palm-Preises mit, den er zusammen mit den Stiftern gestaltet hat.

## Mitgliedschaften
Palm ist Mitglied in folgenden wissenschaftlichen Vereinigungen:
- Vereinigung der deutschen Staatsrechtslehrer
- Deutsche Steuerjuristische Gesellschaft
- Deutscher Juristentag
- Steuerrechtswissenschaftliche Vereinigung Heidelberg